# Kim Kum-ok

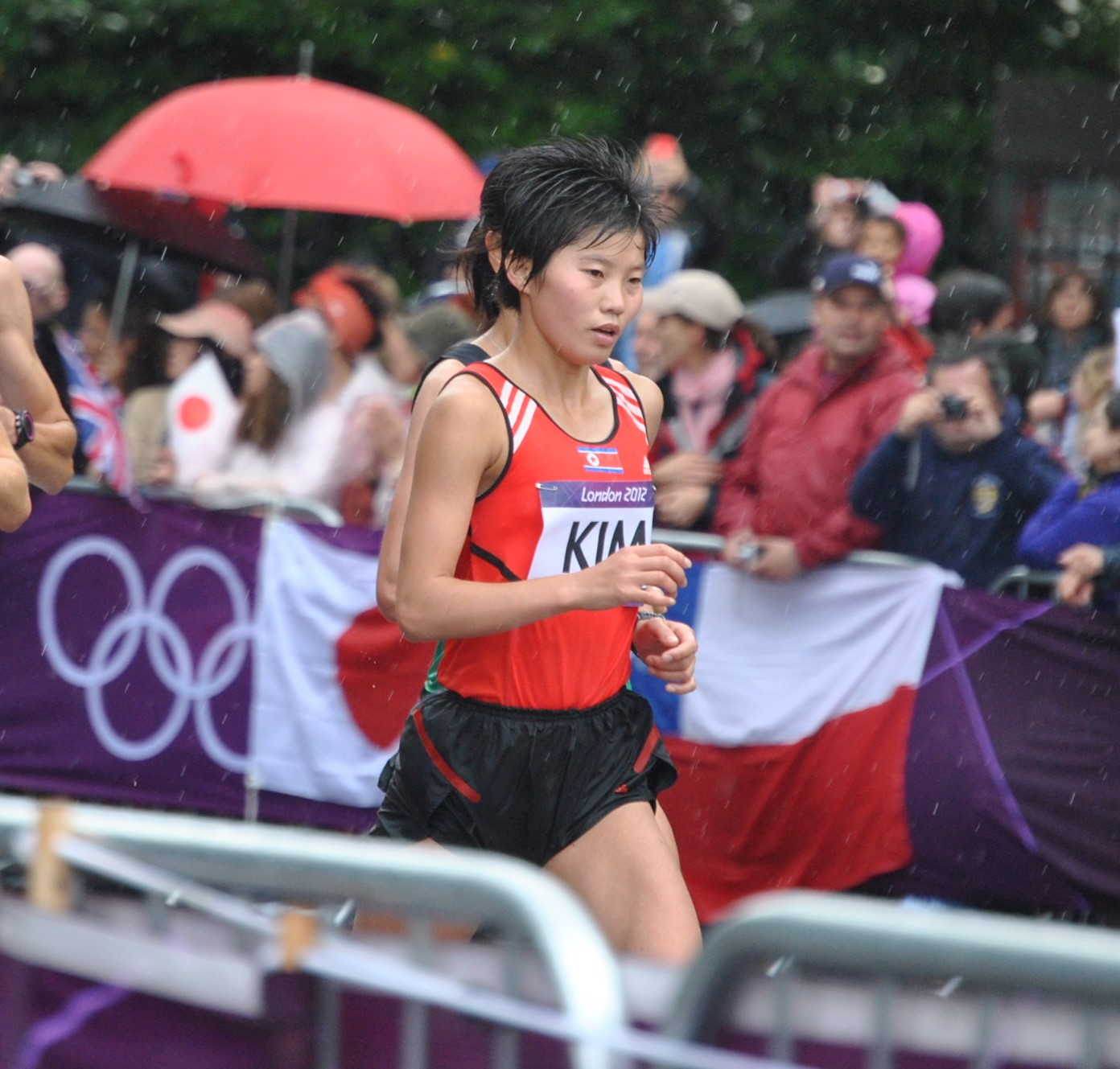
Kim Kum-ok beim Marathon der Olympischen Sommerspiele 2012 in London

Kim Kum-ok (* 9. Dezember 1988) ist eine nordkoreanische Marathonläuferin.
2006 wurde sie Dritte beim Pjöngjang-Marathon, und im Jahr darauf wurde sie Zweite in Pjöngjang und Zehnte beim Peking-Marathon.
2008 gewann sie den Hong Kong Marathon und wurde Zwölfte bei den Olympischen Spielen in Peking. 
2009 wurde sie Zweite in Pjöngjang und kam bei den Leichtathletik-Weltmeisterschaften in Berlin auf den 20. Platz. 2010 siegte sie in Pjöngjang.

## Persönliche Bestzeiten
- Halbmarathon: 1:11:55 h, 13. Dezember 2009, Hongkong
- Marathon: 2:26:56 h, 8. April 2007, Pjöngjang